# Recchia hirsuta
Recchia hirsuta är en skalbaggsart som först beskrevs av Bates 1881. Recchia hirsuta ingår i släktet Recchia och familjen långhorningar.
Artens utbredningsområde är:
- Guatemala.
- Panama.
- Venezuela.

Inga underarter finns listade i Catalogue of Life.